# Władimir Gorochow
Władimir Iwanowicz Gorochow, ros. Владимир Иванович Горохов (ur. 13 maja?/26 maja 1911 w Moskwie, zm. 1 listopada 1985 tamże) – rosyjski piłkarz, grający na pozycji obrońcy, trener piłkarski.

## Kariera piłkarska
Karierę piłkarską rozpoczął w drużynie klubowej RGO w Moskwie. Od 1923 bronił barw drużyn Krasnaja Priesnia Moskwa, Piszczewiki Moskwa. W 1934 zakończył karierę piłkarską w ZIF Moskwa.

## Kariera hokejowa
W latach 30. XX wieku był jednym z najlepszych obrońców w hokeju na trawie, był członkiem reprezentacji Moskwy i Rosyjskiej FSRR. Mistrz ZSRR w hokeju na trawie 1933 roku.
W latach 1947–1949 grał w Kryljach Sowietow Moskwa w krajowych mistrzostwach w hokeju na lodzie, jednocześni był trenerem w zespole.

## Kariera trenerska
Po zakończeniu kariery piłkarskiej rozpoczął karierę trenerską. Najpierw pomagał, a potem samodzielnie prowadził Spartak Moskwa. Również pracował na różnych stanowiskach z innymi moskiewskimi klubami, takimi jak Krylja Sowietow, WWS, Torpedo i Lokomotiw. W latach 1953–1954 prowadził Spartak Kalinin, w latach 1962-1963 Kubań Krasnodar, a w 1964 roku Czornomoreć Odessa. Od lipca do sierpnia 1974 pełnił obowiązki głównego trenera Czornomorca Odessa. W latach 70. XX wieku aktywnie uczestniczył w organizacji zajęć sportowych w ZiŁ-e.

## Sukcesy i odznaczenia

### Sukcesy trenerskie
- brązowy medalista Mistrzostw ZSRR: 1940

### Odznaczenia
- tytuł Mistrza Sportu ZSRR: 1958
- tytuł Zasłużonego Trenera Rosyjskiej FSRR: 1965